# Umbraculum umbraculum
Umbraculum Umbraculum — вид морских улиток, или ложных морских блюдечек, в ряде исследований считающийся единственным представителем рода Umbraculum.

## Описание
Umbraculum umbraculum — крупный моллюск, достигающий в длину до 20 см, с некрупной внешней раковиной на дорсальной (спинной) поверхности. Раковина похожа на плоский конус и обычно покрыта эпифитными организмами — и растениями, и животными. Мантия округлая, покрыта наростами; основной цвет мантии обычно оранжевый или коричневатый, наросты белые. Моллюск не удлиняется во время движения; когда он выставляет наружу спрятанные под раковиной ринофоры (обонятельные щупальца), можно увидеть голову. У основания ринофоров находится пара глаз, чуть ниже — ротовая щель. Радула широкая, с множеством мелких зубов. Подошва ноги гладкая и плоская. Жабры двуперистые и расположены в правой части тела.

## Распространение и среда обитания
Umbraculum umbraculum встречается как в тропических, так и умеренно-тёплых зонах Тихого океана. Ареал включает Индонезию, Австралию, Новую Зеландию, Гавайи, Мексику и Панаму. Также встречается в Красном и Средиземном море и в тёплых областях Атлантического океана. В 2016 году исследователи сообщили, что наблюдали моллюска в Бискайском заливе в ходе исследований, проведённых в период с 2011 по 2014 год, что, по всей видимости, означает, что животное сместило ареал обитания к северу; эта «тропикализация» объясняется повышением температуры моря. Встречается как на мелководье, так и на глубине примерно до 275 метров.

## Питание и размножение
Umbraculum umbraculum питается губками и хорошо прячется благодаря окрасу. Он широко раскрывает ротовую щель и обхватывает поверхность губки, царапая её радулой. Среди жертв моллюска обнаружены Tethya spp., Aaptos aaptos, Ancorina alata и Plakina trilopha.
Моллюск откладывает яйца в виде спиральной ленты; личинки относятся к планктону.